# Magby et ses évolutions
Magby (ブビィ, Bubī, dans les versions originales en japonais) et ses évolutions Magmar (ブーバー, Boober) et Maganon (ブーバーン, Būbān), sont trois espèces de Pokémon. Magmar, tout comme Élektek, est apparu avec la première génération de Pokémon et a été doté d'une pré-évolution avec la deuxième et d'une évolution avec la quatrième.

## Création
Propriété de Nintendo, la franchise Pokémon est apparue au Japon en 1996 avec les jeux vidéo Pocket Monsters Vert et Pocket Monsters Rouge. Son concept de base est la capture et l'entraînement de créatures appelées Pokémon, afin de leur faire affronter ceux d'autres dresseurs de Pokémon. Chaque Pokémon possède un ou deux types – tels que l'eau, le feu ou la plante – qui déterminent ses faiblesses et ses résistances au combat. En s'entraînant, ils apprennent de nouvelles attaques et peuvent évoluer en un autre Pokémon.

### Conception graphique
La conception de Magby et Magmar, comme la plupart des Pokémon, est l’œuvre de l’équipe de développement des personnages du studio Game Freak ; leur apparence a ensuite été finalisée par Ken Sugimori. Ils ont été tous deux imaginés lors du développement de Pokémon Rouge et Bleu ; cependant, le nombre de Pokémon créés étant trop important, une quarantaine de Pokémon fut écartée, dont Magby. Seul Magmar figure donc dans la première génération de Pokémon, où il porte le numéro 126.
Magby est repris dans la seconde génération, comme la pré-évolution de Magmar, et fait sa première apparition en 1999 dans les jeux Pokémon Or et Argent. Ces jeux introduisent le système des bébés Pokémon : les Pokémon peuvent désormais se reproduire en pondant un œuf, qui contient la forme de base du Pokémon : ainsi, un œuf issu de deux Dracaufeu contient un Salamèche ; cependant, pour certains Pokémon, l'œuf ne contient pas la forme de base mais une forme pré-évoluée, généralement appelée « bébé ». Sept familles de Pokémon issues de la première génération se voient dotées d'un bébé, dont le design rappelle celui du Pokémon de base avec des traits plus arrondis, enfantins : pour Magmar, le bébé est Magby. Il porte le numéro 240 dans le Pokédex.
Maganon est créé avec la quatrième génération comme l'évolution de Magmar.

### Étymologie

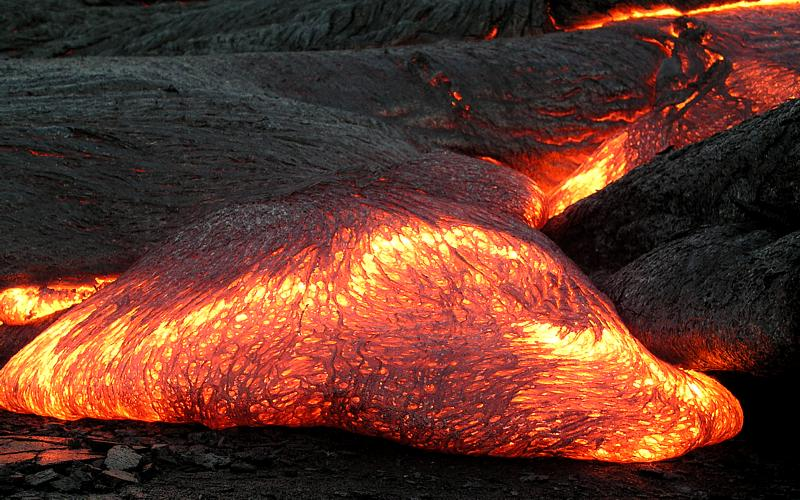
Du magma à l'état de lave.

Nintendo a décidé de donner aux espèces Pokémon des noms « astucieux et descriptifs », liés à l'apparence ou aux pouvoirs des créatures, lors de la traduction du jeu pour le public occidental. Il s'agit d'un moyen de rendre les personnages plus compréhensibles pour les enfants, notamment américains. À l'origine, Magby, Magmar et Maganon sont nommés respectivement Buby (ブビィ, Bubī), Boober (ブーバー, Būbā) et Booburn (ブーバーン, Būbān) en japonais. Le nom français de Magby provient de « magma » et « baby » (bébé). Le nom de Magmar est issu du mot magma. Celui de Maganon provient de la fusion des mots « magma » et « canon ».

## Description

### Magby
Magby est un Pokémon de la deuxième génération, où il apparaît en tant que bébé de Magmar. Il est tout rouge avec un torque noir qu'il gardera en évoluant. Le Pokédex affirme que si ses flammes sont orangées, il se porte bien ; s'il ne peut que cracher de la fumée noire, il est fatigué ou malade.

### Magmar
Magmar est un être bipède entièrement fait de feu : même le bout de sa queue porte une flamme, à la manière de Dracaufeu. Le Pokédex le décrit comme insensible à la chaleur et vivant dans les milieux volcaniques. Sa capacité spéciale, « Corps ardent », brûle tous ceux qui le touchent. Ce Pokémon aime se baigner dans le magma et se soigner de ses blessures. Il appartient à la première génération ; à l'image d'Élektek, il a été doté d'une pré-évolution, Magby, avec la seconde génération et d'une évolution, Maganon, avec la quatrième génération.

### Maganon
Maganon est un Pokémon de la quatrième génération de type feu. Il est l'évolution de Magmar quand ce dernier est échangé avec un Magmariseur. Il aime se baigner comme ses pré-évolutions dans le magma, et est capable de transformer ses bras en canons pour tirer des projectiles sphériques en fusion.

## Apparitions

### Jeux vidéo
Magby, Magmar et Maganon apparaissent dans la série de jeux vidéo Pokémon. D'abord en japonais, puis traduits en plusieurs autres langues, ces jeux ont été vendus à près de 200 millions d'exemplaires à travers le monde.

### Série télévisée et films
La série télévisée Pokémon et les films qui en sont issus narrent les aventures d'un jeune dresseur de Pokémon du nom de Sacha, qui voyage à travers le monde pour affronter d'autres dresseurs ; l'intrigue est souvent distincte de celle des jeux vidéo.
Auguste, champion de l'arène de Cramois'ile, possède un Magmar possédant l'attaque Déflagration. Auguste l'utilisera en troisième et dernier Pokemon pour l'emporter contre Sacha. Lors du second match, Magmar perdra face au Dracaufeu de Sacha.